# Cymbalophora pudica
Espèce
L'Écaille tesselée ou Écaille pudique (Cymbalophora pudica) est une espèce de lépidoptères (papillons) de la famille des Erebidae et de la sous-famille des Arctiinae.

## Description

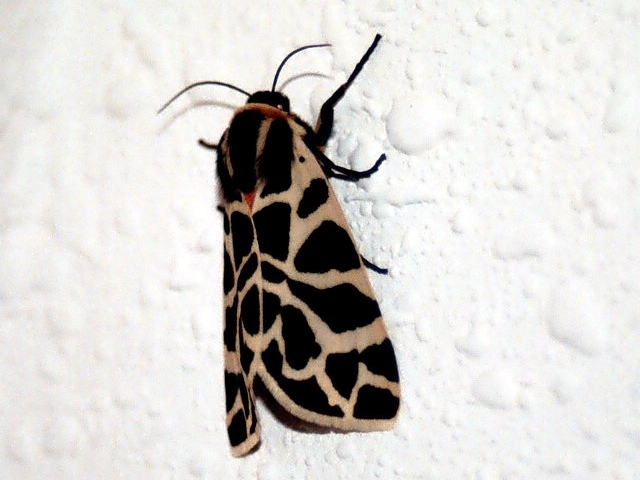
Cymbalophora pudica en Espagne.

L'envergure des imagos varie de 35 à 42 mm.
Comme d'autres espèces du genre Cymbalophora (= « porteurs de cymbales »), les mâles sont capables d'émettre lors du vol, des chuintements à partir de leurs ailes. 

## Distribution
Portugal, Espagne, moitié sud de la France, îles et pourtour méditerranéens jusqu'aux Balkans, Ouest de l'Afrique du Nord.

## Habitats
Cette espèce apprécie la végétation basse broussailleuse, sèche, riche en poacées (graminées), à la lisière des bois clairs ou dans les clairières, surtout en plaine. 

## Biologie
En France, cette espèce est bivoltine et les papillons volent en mai-juin puis août-septembre. Ils ont une activité essentiellement nocturne.
Les chenilles se nourrissent sur des graminées.